# Elencos do Clube DataRo de Ciclismo-Bottecchia
A equipa ciclista profissional brasileiro Clube DataRo de Ciclismo-Bottecchia tem tido, durante toda a sua história, os seguintes elencos:

## 2011
Clube DataRo de Ciclismo-Foz do Iguaçu
| Nome              | Nascimento | Nacionalidade |
| Murilo Affonso    | 19/06/1991 | Brasil        |
| Renato Dos Santos | 31/01/1983 | Brasil        |
| Rodrigo Araujo    | 30/07/1987 | Brasil        |
| André Coelho      | 24/07/1991 | Brasil        |
| Júlio César Grein | 29/10/1978 | Brasil        |
| Cristian Da Rosa  | 04/09/1987 | Brasil        |
| Felipe Delai      | 15/11/1986 | Brasil        |
| Rauny Gonçalves   | 13/07/1991 | Brasil        |
| Daizon Mendes     | 20/11/1981 | Brasil        |
| Gregory Panizo    | 12/05/1985 | Brasil        |
| Juliano Pereira   | 05/07/1981 | Brasil        |
| Eduardo Sales     | 13/05/1989 | Brasil        |
| Renato Seabra     | 25/04/1978 | Brasil        |

## 2012
Clube DataRo de Ciclismo
| Nome              | Nascimento | Nacionalidade | Equipa de 2011                         |
| Murilo Affonso    | 19/06/1991 | Brasil        | Clube DataRo de Ciclismo-Foz do Iguaçu |
| Rodrigo Araujo    | 30/07/1987 | Brasil        | Clube DataRo de Ciclismo-Foz do Iguaçu |
| Júlio César Grein | 29/10/1978 | Brasil        | Clube DataRo de Ciclismo-Foz do Iguaçu |
| Thiago Basso      | 18/09/1989 | Brasil        | Neoprofissional                        |
| André Coelho      | 24/07/1991 | Brasil        | Clube DataRo de Ciclismo-Foz do Iguaçu |
| Elvis De Miranda  | 16/09/1990 | Brasil        | Neoprofissional                        |
| Renato Dos Santos | 31/01/1983 | Brasil        | Clube DataRo de Ciclismo-Foz do Iguaçu |
| Sidnei Rodrigues  | 25/04/1978 | Brasil        | Neoprofissional                        |
| Eduardo Sales     | 13/05/1989 | Brasil        | Clube DataRo de Ciclismo-Foz do Iguaçu |
| Renato Seabra     | 25/04/1978 | Brasil        | Clube DataRo de Ciclismo-Foz do Iguaçu |
| Alcides Vieira    | 22/12/1981 | Brasil        | Clube DataRo de Ciclismo-Foz do Iguaçu |
| Cleberson Weber   | 19/08/1984 | Brasil        | Clube DataRo de Ciclismo-Foz do Iguaçu |

1. 1 2  Desde o 27 de julho.

## 2013
Clube DataRo de Ciclismo
| Nome               | Nascimento | Nacionalidade | Equipa de 2012                         |
| Murilo Affonso     | 19/06/1991 | Brasil        | Clube DataRo de Ciclismo-Cascavel-Pr   |
| Rodrigo Araujo     | 30/07/1987 | Brasil        |                                        |
| Julio Cessar Grein | 29/10/1978 | Brasil        | Clube DataRo de Ciclismo-Cascavel-Pr   |
| Lucas Onesco       | 13/11/1989 | Brasil        | Neoprofissional                        |
| Eduardo Sales      | 13/05/1989 | Brasil        | Clube DataRo de Ciclismo-Foz do Iguaçu |
| Renato Dos Santos  | 31/01/1983 | Brasil        | Clube DataRo de Ciclismo-Cascavel-Pr   |
| Renato Seabra      | 25/04/1978 | Brasil        | Clube DataRo de Ciclismo-Cascavel-Pr   |
| Sidnei da Silva    | 28/03/1982 | Brasil        |                                        |
| Alcides Vieira     | 22/12/1981 | Brasil        | Clube DataRo de Ciclismo-Cascavel-Pr   |